# ヤン・アダム・クルーゼマン
ヤン・アダム・クルーゼマン（Jan Adam Kruseman、1804年2月12日 - 1862年3月17日）は、オランダの画家である。おもに肖像画を描き、アムステルダム王立美術アカデミーの校長も務めた。

## 略歴
ハールレムで生まれた。地元で絵を学んだ後、15歳になった1819年にアムステルダムに移り、アムステルダムの絵画学校（Amsterdamse Tekenacademie）に入学し7歳年上の従兄のコルネリス・クルーゼマン（1797-1857）に学んだ。1922年から1924年の間はブリュッセルに移り、フランソワ＝ジョセフ・ナヴェス（1787-1869）やナポレオンの失脚後、ブリュッセルへ亡命していたジャック＝ルイ・ダヴィッド（1748-1825）のもとで修行した。
26歳になった1830年にアムステルダムの王立美術アカデミー(Koninklijke Akademie van Beeldende Kunsten)の校長に任命された 。1833年には当時皇太子であったウィレム2世の妃アンナ・パヴロヴナから贈り物として贈るロシア皇帝アレクサンドル1世の肖像画制作の注文を受けた。1840年にウィレム2世が王位につくと、国王や国王一家の肖像画の注文を受けた。
1839年に版画家のアンドレ・ブノワ・タウレル（Andre-Benoit Taurel: 1794-1859)と建築家のファン・エルフェン（Marinus Tetar van Elven: 1803?1883)とアムステルダムの美術家団体「Arti et Amicitiae（芸術と友情）」を創設メンバーとなった。1844年にオランダ獅子勲章を受章し、ナイトの称号を得た。1844年から1851年の間、オランダ王立芸術科学アカデミーの会員を務めた。
1862年にハールレムで亡くなった。1826年に結婚し、息子のヤン・テオドール・クルーゼマン（Jan Theodoor Kruseman: 1835?1895）は風景画家として知られている。
ヤン・アダム・クルーゼマンが教えた画家にはダフィド・ブレスや モーリッツ・カリス（Moritz Calisch）、ヨゼフ・イスラエルスらがいる。

## 作品

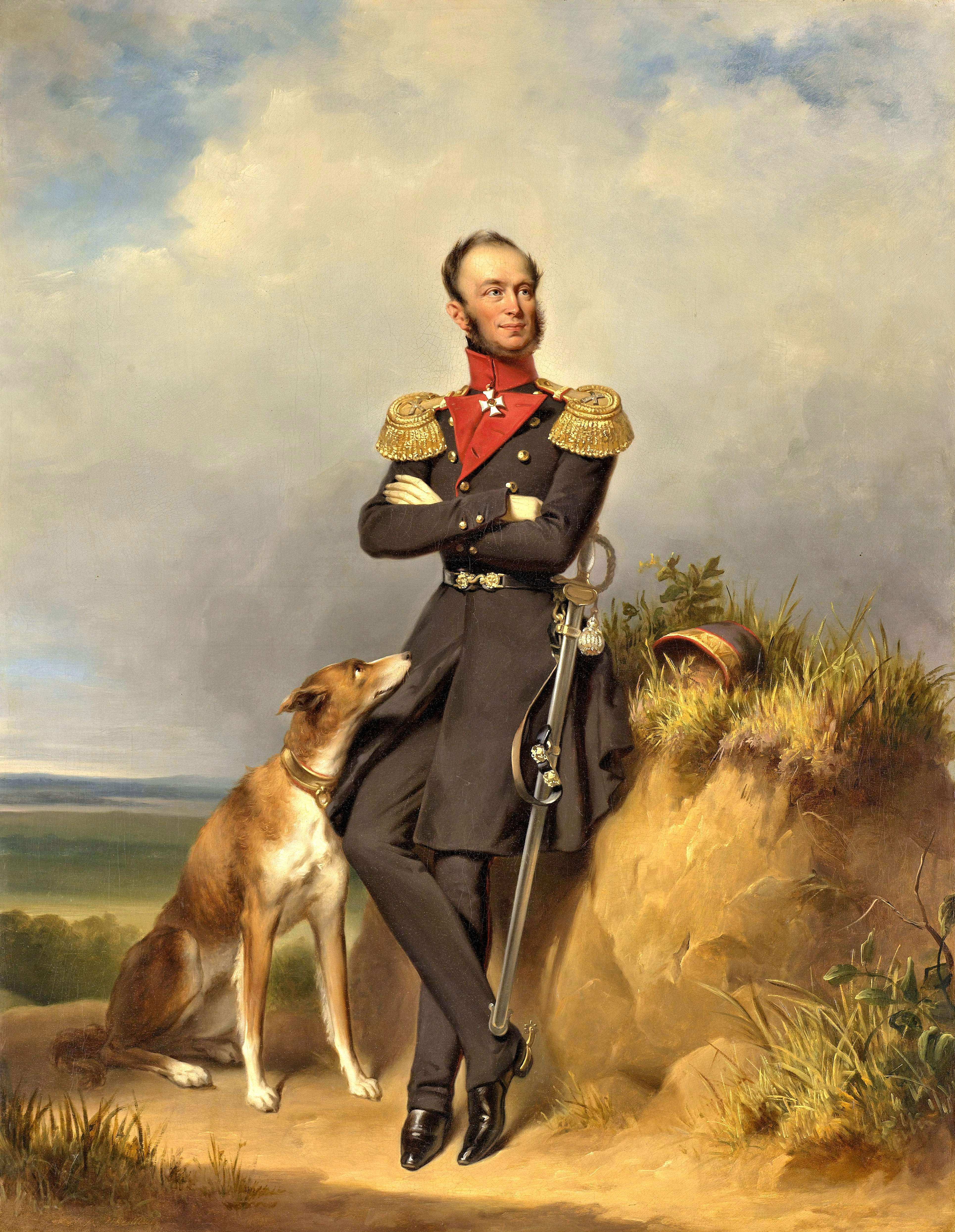
ウィレム2世 (1840) アムステルダム国立美術館
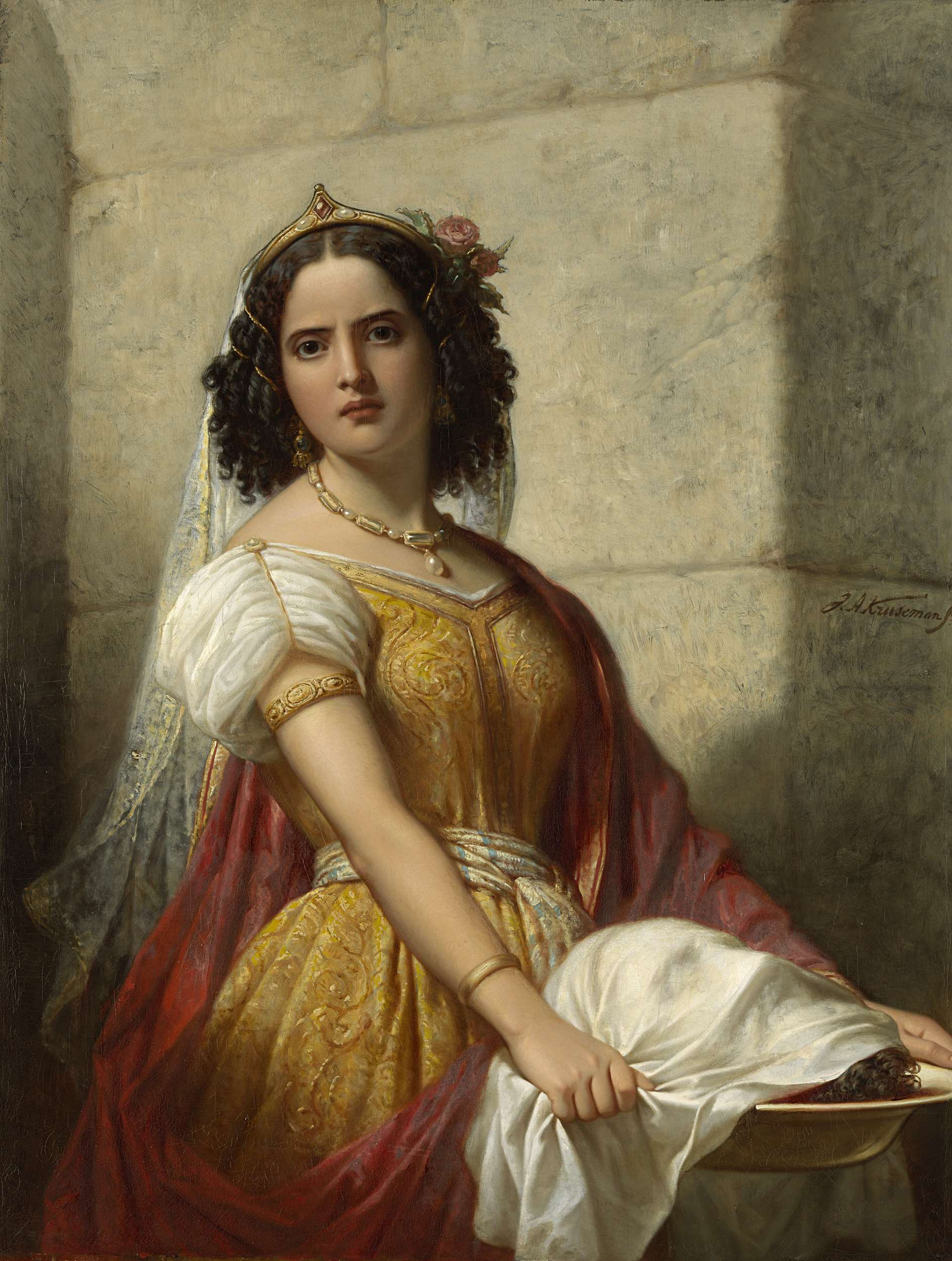
『洗礼者ヨハネの首を持つサロメ』(c.1861) アムステルダム国立美術館
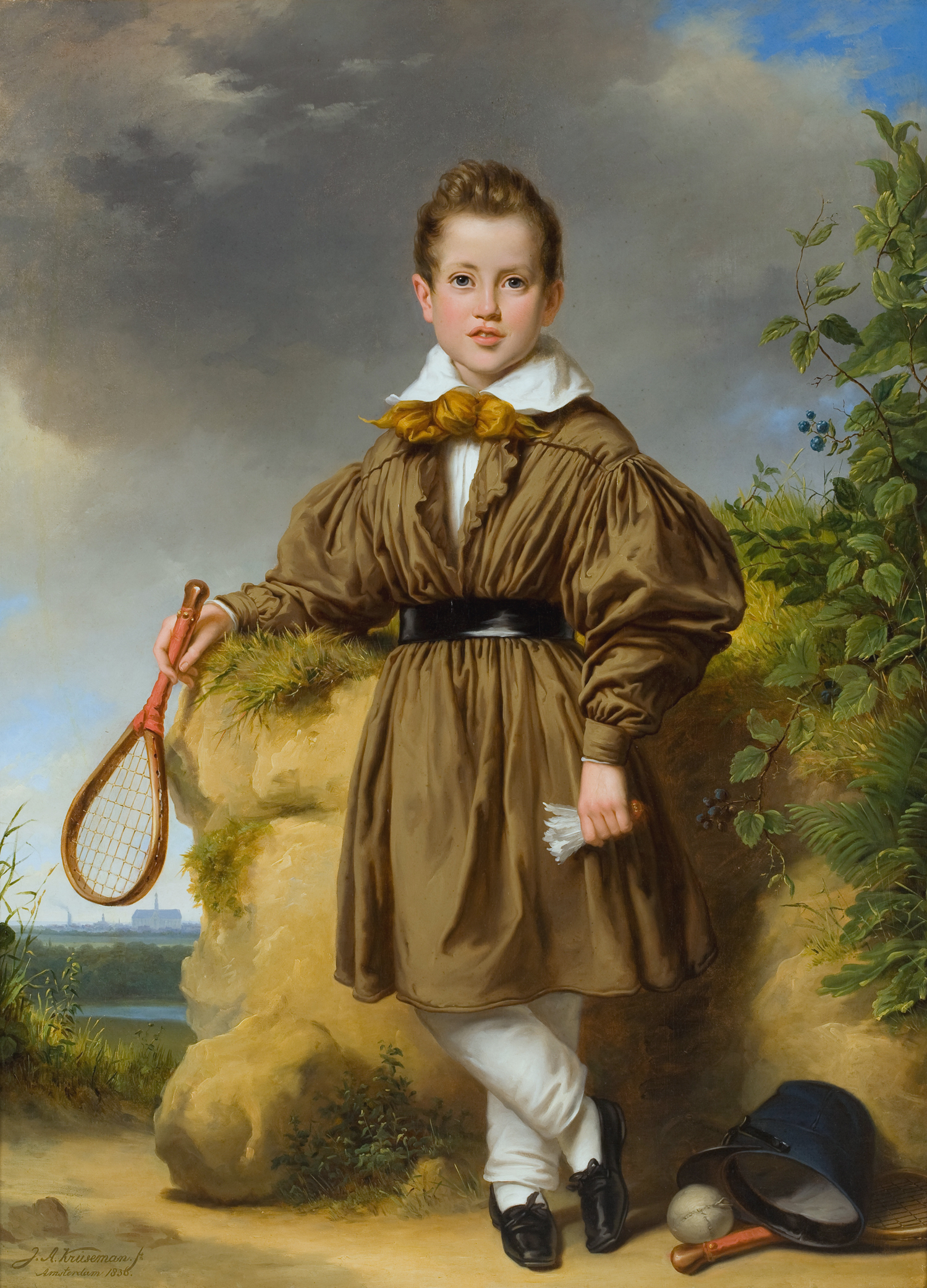
Jan Philip Francois van der Vinne(1836) フランス・ハルス美術館
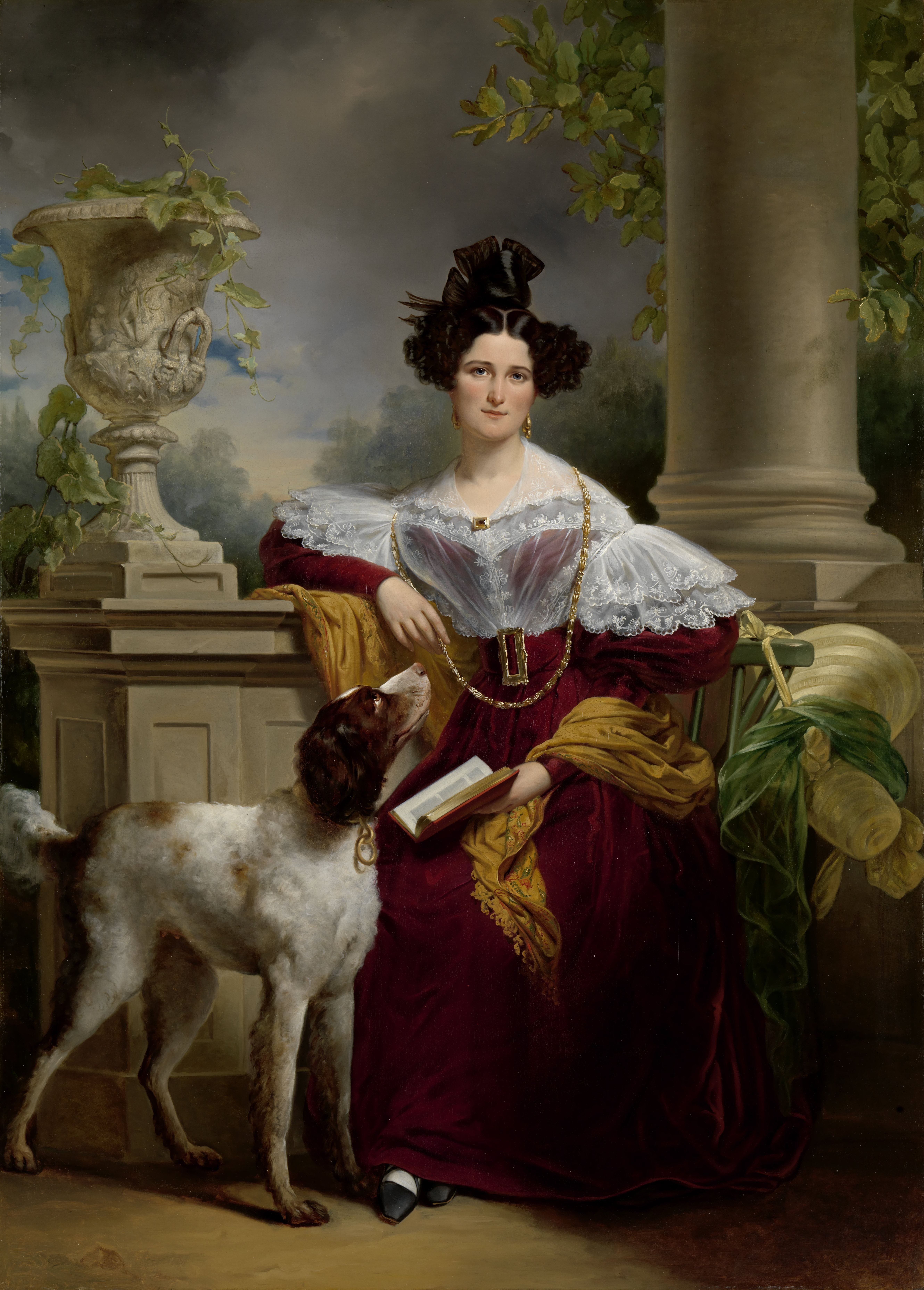
Alida Christina Assink アムステルダム国立美術館